# 中ノ島 (広島県)
中ノ島（なかのしま）は、広島県の下大崎群島の無人島。

## 概要
広島県呉市（旧：豊田郡豊町）に属する。大崎下島と岡村島（愛媛県今治市）との間に位置し、岡村島との間には岡村大橋が、平羅島との間に中の瀬戸大橋が架かっている。柑橘園があり、出作が行なわれている。定期船等はない。